# Municipio de Quinn
El municipio de Quinn (en inglés: Quinn Township) es un municipio ubicado en el condado de Pennington en el estado estadounidense de Dakota del Sur. En el año 2010 tenía una población de 12 habitantes y una densidad poblacional de 0,13 personas por km².

## Geografía
El municipio de Quinn se encuentra ubicado en las coordenadas 43°56′22″N 102°5′35″O / 43.93944, -102.09306. Según la Oficina del Censo de los Estados Unidos, el municipio tiene una superficie total de 89.32 km², de la cual 88,74 km² corresponden a tierra firme y (0,65 %) 0,58 km² es agua.

## Demografía
Según el censo de 2010, había 12 personas residiendo en el municipio de Quinn. La densidad de población era de 0,13 hab./km². De los 12 habitantes, el municipio de Quinn estaba compuesto por el 100 % blancos. Del total de la población el 0 % eran hispanos o latinos de cualquier raza.